# Doug Rogers
Pour les articles homonymes, voir Rogers.
Alfred Harold Douglas "Doug" Rogers (né le 26 janvier 1941 et mort le 20 juillet 2020) est un judoka canadien. Il participe aux Jeux olympiques d'été de 1964 dans la catégorie des poids lourds et remporte la médaille d'argent.

## Palmarès

### Jeux olympiques
- Jeux olympiques de 1964 à Tokyo
  -  Médaille d'argent en plus de 80 kg

### Championnats du monde
- Championnats du monde 1965 à Rio de Janeiro
  -  Médaille de bronze en plus de 80 kg

### Jeux panaméricains
- Jeux panaméricains de 1967 à Winnipeg
  -  Médaille d'or en open
  -  Médaille d'argent en plus de 93 kg

### Championnats panaméricains
- Championnats panaméricains 1965 à Guatemala
  -  Médaille d'or en open